# Svetlin Dimitrov
Svetlin Dimitrov, né le 5 novembre 1990 à Veliko Tarnovo, est un handballeur international Bulgare.

## Biographie

### Enfance et formation
Dimitri Svetlin naît à Veliko Tarnovo.
Lors de la saison 2008-2009, Dimitri Svetlin dispute la Coupe d'Europe Challenge (C4) avec le Dobroudja Dobritch et y inscrit 23 buts. L'année suivante, il ne marque pas en Coupe d'Europe des vainqueurs de coupe (C2). En 2010-2011, l'ailier droit score à sept reprises en Coupe de l'EHF (C3).

### Neuf ans à Vernouillet (2011-2020)
Pour la saison 2011-2012, le Bulgare rejoint le CO Vernouillet en Nationale 2 française.
Au terme de l'exercice 2013-2014, l'équipe remporte son groupe et est promue en N1.
Dimitrov connaît six saisons de N1 avec une moyenne oscillant entre 4 et 6 buts par match et devient capitaine de l'équipe. Il totalise plusieurs centaines de buts en N1. Il travaille à côté du handball pour compléter ses revenus en tant que thanatopracteur, dans une société de pompes funèbres.

### Professionnel avec Chartres (depuis 2020)
Au printemps, souhaitant quitter le COV, il rejoint le club voisin du C' Chartres MHB qui lui propose d’encadrer les jeunes du centre de formation de l'équipe réserve en N1 et confie « C’est un club où je rêvais de jouer, même avec la réserve »,. Quelques semaines après son arrivée, l'équipe professionnelle de première division subit la blessure de son unique ailier droit, Morten Vium. Dimitrov est choisi en interne pour le remplacer. « On a besoin de quelqu’un d’opérationnel, avec de l’expérience. Lui, il a trente ans (29 ans), il a plus de maturité » ajoute l'entraîneur Toni Gerona. Testé en match amical, il signe son premier contrat professionnel d'un an. Le 11 octobre 2020, il fait ses débuts en Starligue, en entrant au quart d’heure de jeu en remplacement de Titouan Afanou-Gatine face à Cesson-Rennes, sans sortir ensuite du terrain avec quatre buts en autant de tentatives.
Arrivant en fin de contrat en juin 2023, la direction du club annonce fin janvier de cette même année, la prolongation de son contrat de deux saisons supplémentaires, soit jusqu'en juin 2025.

### En équipe nationale
Svetlin Dimitrov dispute le Championnat des Pays émergents avec l'équipe nationale de Bulgarie. Il termine meilleur buteur de la première édition en 2015 (en) avec 64 buts marqués en 6 matchs. Deux ans plus tard, au terme du Championnat des Pays émergents 2017 (en), Dimitrov conserve son titre de meilleur buteur avec 65 buts marqués en 6 matchs.
Svetlin Dimitrov et la Bulgarie terminent troisièmes du Championnat des Pays émergents 2019 (en) dont Dimitrov est élu meilleur arrière droit.

## Statistiques
| Saison                | Club                  | Championnat           | Championnat | Championnat | Coupe(s) nationale(s) | Coupe(s) nationale(s) | Compétition(s) continentale(s) | Compétition(s) continentale(s) | Compétition(s) continentale(s) | Total | Total |
| Saison                | Club                  | Division              | M.          | B.          | M.                    | B.                    | Comp.                          | M.                             | B.                             | M.    | B.    |
| 2008-2009             | HC Dobrudja           | -                     | -           | -           | -                     | -                     | C4                             | -                              | 23                             | 0     | 23    |
| 2009-2010             | HC Dobrudja           | -                     | -           | -           | -                     | -                     | C2                             | -                              | 0                              | 0     | 0     |
| 2010-2011             | HC Dobrudja           | -                     | -           | -           | -                     | -                     | C3                             | -                              | 7                              | 0     | 7     |
| Sous-total            | Sous-total            | Sous-total            | -           | -           | -                     | -                     | -                              | -                              | 30                             | 0     | 30    |
| 2011-2012             | CO Vernouillet        | N2                    | -           | -           | -                     | -                     | -                              | -                              | -                              | 0     | 0     |
| 2012-2013             | CO Vernouillet        | N2                    | -           | -           | -                     | -                     | -                              | -                              | -                              | 0     | 0     |
| 2013-2014             | CO Vernouillet        | N2                    | -           | -           | -                     | -                     | -                              | -                              | -                              | 0     | 0     |
| 2014-2015             | CO Vernouillet        | N1                    | 22          | 102         | -                     | -                     | -                              | -                              | -                              | 22    | 102   |
| 2015-2016             | CO Vernouillet        | N1                    | 10          | 56          | -                     | -                     | -                              | -                              | -                              | 10    | 56    |
| 2016-2017             | CO Vernouillet        | N1                    | 13+10       | 66+48       | -                     | -                     | -                              | -                              | -                              | 23    | 114   |
| 2017-2018             | CO Vernouillet        | N1                    | 12+12       | 75+72       | -                     | -                     | -                              | -                              | -                              | 24    | 147   |
| 2018-2019             | CO Vernouillet        | N1                    | 10+12       | 50+45       | -                     | -                     | -                              | -                              | -                              | 22    | 95    |
| 2019-2020             | CO Vernouillet        | N1                    | 14          | 59          | -                     | -                     | -                              | -                              | -                              | 14    | 59    |
| Sous-total            | Sous-total            | Sous-total            | -           | -           | -                     | -                     | -                              | 0                              | 0                              | 0     | 0     |
| 2020-0000             | C' Chartres MHB rés.  | N1                    | 1           | 7           | -                     | -                     | -                              | -                              | -                              | 1     | 7     |
| 2020-2021             | C' Chartres MHB       | Starligue             | 28          | 84          | -                     | -                     | -                              | -                              | -                              | 28    | 84    |
| 2021-2022             | C' Chartres MHB       | Starligue             | 14          | 21          | 1                     | -                     | -                              | -                              | -                              | 15    | 21    |
| Sous-total            | Sous-total            | Sous-total            | 42          | 105         | 1                     | 0                     | -                              | 0                              | 0                              | 43    | 105   |
| Total sur la carrière | Total sur la carrière | Total sur la carrière | -           | -           | -                     | -                     | -                              | -                              | 30                             | 0     | 30    |

## Palmarès

### En équipe nationale
- Championnat des Pays émergents
  -  Troisième : 2019 (en)
  - Meilleur buteur : 2015 (en) et 2017 (en)[5]
  - Élu meilleur arrière droit : 2019 (en)[6]

### En club
- Championnat de Bulgarie
  - Vice-champion en 2009, 2010, 2011
- Championnat de France de Nationale 2 (4e division)
  - Vainqueur de groupe : 2013-2014